# Massacre d'avril 2021 à Adwa
 (juin 2021).
Le massacre d'avril 2021 à Adwa est une exécution extrajudiciaire de masse survenue le 12 avril 2021 à Adwa (tigrinya : ዓድዋ), dans la région du Tigré, en Éthiopie au cours de la guerre du Tigré. Adwa est une ville de la zone centrale du Tigré.

## Massacre

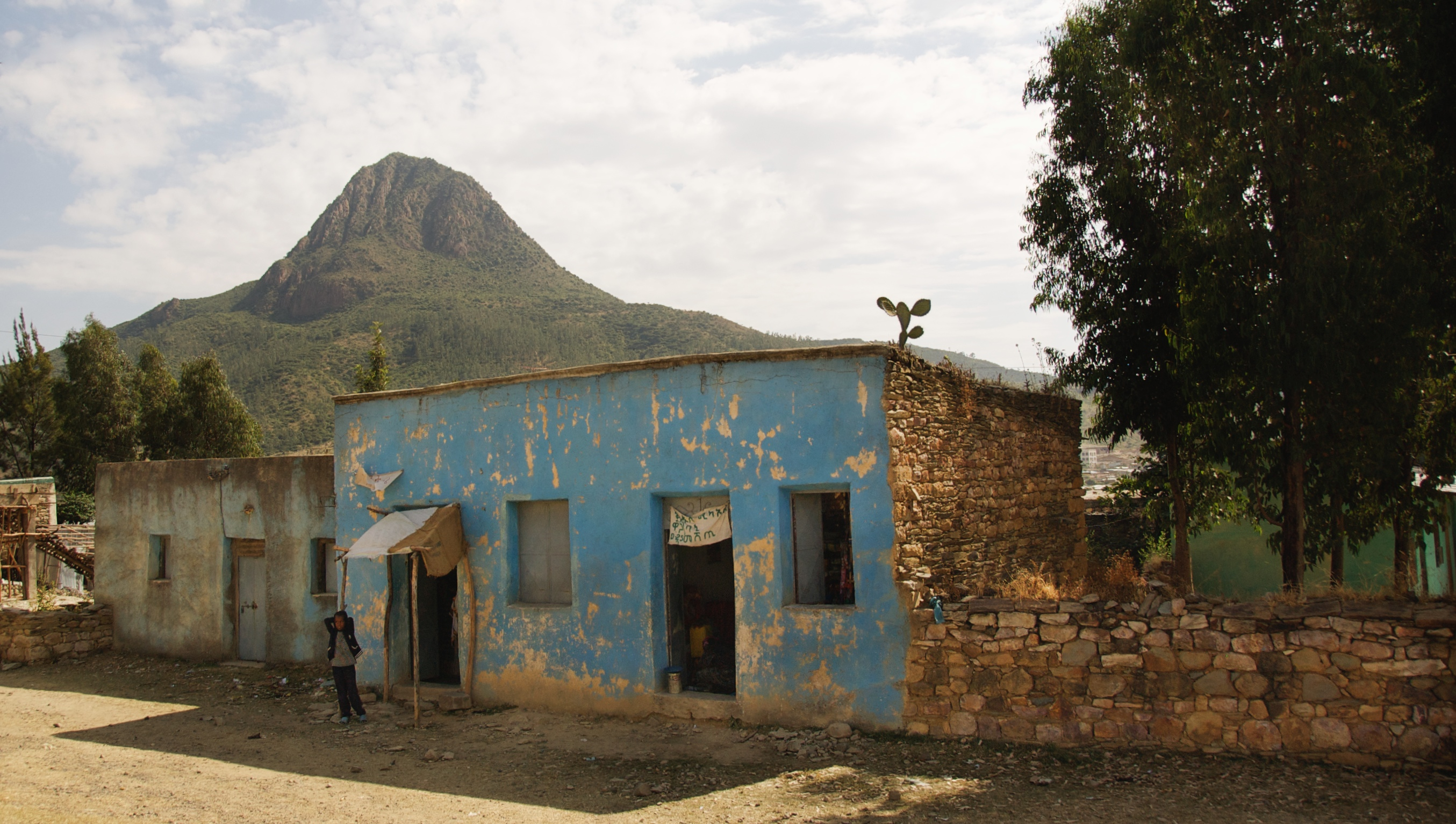
Banlieue d'Adwa.

Les Forces de défense érythréennes (FED) ont tué entre cinq et neuf civils à Adwa (Tigré central) le 12 avril 2021. Amnesty International a déclaré que les FED avaient tiré sur des civils, tuant trois personnes et en blessant 19 autres le 12 avril, au centre d'Adwa. Dans la lignée des études historiques sur les massacres, y compris ceux commis lors du génocide arménien, un massacre peut être défini comme un incident de conflit au cours duquel au moins cinq civils non armés ont été tués le même jour au même endroit. Les massacres typiques commis par les soldats éthiopiens et érythréens pendant la guerre du Tigré sont :
- une vengeance lorsqu'ils perdent une bataille
- une manière de terroriser et extraire des informations sur l'endroit où se trouvent les dirigeants du front de libération du peuple du Tigré (TPLF)
- permettent de tuer des membres présumés de la famille des combattants des TDF
- une manière de terroriser la société du Tigré dans son ensemble, comme dans le cas de massacres dans les églises.

Le massacre de Shire entre essentiellement dans la dernière catégorie.

## Auteurs
Des témoins ont signalé que les auteurs étaient des soldats érythréens.

## Victimes
Sur les 19 personnes qui ont été blessées, six étaient dans un état critique selon ABC News. Le nombre de ceux qui ont été tués aurait atteint au moins neuf personnes, selon HRW.

## Réactions
Un représentant du gouvernement de transition du Tigré (en), Berhane Gebretsadik a déclaré que l'ENDF avait défendu les habitants contre l'EDF, évitant ainsi d'autres victimes.
Le «Tigré : Atlas de la situation humanitaire», qui documente ce massacre a retenu l'attention des médias internationaux, notamment en ce qui concerne son annexe A, qui recense les massacres de la guerre du Tigré.
Après des mois de démenti par les autorités éthiopiennes que des massacres aient eu lieu au Tigré, une enquête conjointe du HCDH et de la Commission éthiopienne des droits de l'homme (en) a été annoncée en mars 2021.
Alors que le gouvernement éthiopien a promis que les troupes érythréennes seraient retirées du Tigré, le gouvernement érythréen nie toute participation à la guerre au Tigré, sans parler des massacres.